# ساورتال
ساورتال (به آلمانی: Sauerthal) یک شهر در آلمان است که در Verbandsgemeinde Loreley واقع شده‌است. ساورتال ۲۱۷ نفر جمعیت دارد.